# معركة آزوفستال
معركة آزوفستال (2022) (بالأوكرانية: Бої за Азовсталь)‏ هي معركة بين القوات الروسية والقوات الأنفصالية الموالية لها في أوكرانيا ضد القوات الأوكرانية، بدأت في تاريخ 10 أبريل من عام 2022 على أراضي مصنع آزوفستال للمعادن وعلى الأراضي المحيطة به وأنتهت في تاريخ 20 مايو من نفس العام بإنتصار روسيا والقوات الموالية لها، وتعد هذه المعركة معركة حسم السيطرة على ماريوبول حيث كان الانتصار الروسي بمثابة السيطرة الروسية على كامل ماريوبول وأنتهاء معركة ماريوبول وحصار ماريوبول رسميًا، قتل أكثر من ثلاثين شخص في المعركة واستسلام ما يقارب 2500 جندي أوكراني.